# Comunitat de comunes de la Península de Rhuys
La Comunitat de comunes de la Península de Rhuys (en bretó Kumuniezh kumunioù gourenez Rewiz) és una estructura intercomunal francesa, situada al departament d'Ar Mor-Bihan a la regió Bretanya, al País de Vannes. Té una extensió de 101,69 kilòmetres quadrats i una població de 12.712 habitants (2006).

## Composició
Agrupa 5 comunes :
- Arzon
- Saint-Armel
- Saint-Gildas-de-Rhuys
- Sarzeau
- Le Tour-du-Parc